# Raytheon-ELSI
Raytheon-ELSI S.p.A. è stata un'azienda italiana produttrice di componenti elettronici e di microelettronica, con sede a Milano e stabilimento a Palermo, controllata dalla statunitense Raytheon Company.

## Storia
L'azienda fu fondata a Palermo nel 1955 su iniziativa dell'ingegner Aldo Profumo con il nome Elettronica Sicula S.p.A. (ELSI), con capitali della Finmeccanica, della milanese Edison (socio di maggioranza) e della statunitense Raytheon Company, quest'ultima con una quota di minoranza del 14%. Della nuova società, l'ingegner Carlo Calosi fu presidente e l'ingegner Profumo direttore generale.
Lo stabilimento, impiantato nella zona di Villagrazia, fu il primo realizzato in Sicilia a produrre alta tecnologia e le sue cinque linee di prodotti erano i tubi a microonde, tubi a raggi catodici, tubi a raggi X, le valvole termoioniche, i raddrizzatori e gli arrestatori di sovratensione. Il boom del mercato dei televisori di inizio anni sessanta rese la produzione dei cinescopi in bianco e nero la principale attività della ELSI, che registrava una capacità di 200.000 pezzi annuali, che ebbero mercato sia in Italia che in Europa. Nel 1961, fu creata un'azienda autonoma da parte di ELSI assieme ad Edison e alla Thomas Compant di New Jersey, la Società Elettronica Italiana S.p.A. (SELIT), a cui venne conferita la produzione specifica dei cinescopi, e che venne assorbita l'anno seguente. Nel 1963, Raytheon divenne socio di maggioranza dell'azienda siciliana, e pertanto la sua ragione sociale veniva modificata in Raytheon-ELSI S.p.A.. Due anni più tardi, l'azienda siglò un accordo con la Compagnie française de télévision (CFT), che aveva sviluppato il sistema di ricezione delle trasmissioni televisive a colori SÉCAM, per la produzione dei nuovi cinescopi a colori.
Il Gruppo americano assunse il pieno controllo di Raytheon-ELSI nel 1967, essendo divenuto proprietario del 99,16% delle sue quote. Nonostante la buona presenza sul mercato, gli utili dell'azienda erano in forte perdita (13 miliardi di lire di debiti), e per compensarla la proprietà americana aveva deciso di attuare la riduzione di un terzo del personale attivo nella fabbrica, di circa 900 unità. Nel 1968, fu trasferita la sede legale da Palermo a Milano, dove possedeva la filiale commerciale, e poco tempo dopo venne decisa la liquidazione della società e dei suoi beni.
La dismissione dell'impianto produttivo di Villagrazia, ebbe come conseguenza il licenziamento di tutti i lavoratori, e provocò la reazione da parte delle istituzioni, con l'allora sindaco di Palermo, Paolo Bevilacqua, che emanò un'ordinanza con cui lo stabilimento (occupato dai lavoratori) veniva requisito con la motivazione di tutelare l'interesse pubblico economico generale e dell'ordine pubblico. Questa drastica decisione assunta dal Sindaco di Palermo, che ebbe il consenso dell'opinione pubblica, generò una lite giudiziaria tra il Gruppo americano, che sosteneva l'illegalità del provvedimento, e l'amministrazione del capoluogo siciliano. Intervenne anche la Regione Sicilia, con l'allora presidente Vincenzo Carollo, che aveva proposto ai dirigenti della Raytheon di formare assieme all'IRI una nuova società che rilevasse gli asset aziendali, ma rifiutata dai diretti interessati. Il 25 aprile 1968, il consiglio di amministrazione di Raytheon-ELSI deliberò il fallimento volontario, e la relativa istanza fu depositata al Tribunale di Palermo il giorno successivo. Il 16 maggio, il tribunale del capoluogo siciliano emise il decreto di fallimento.
Nel 1969, lo stabilimento e i macchinari della ex Raytheon-ELSI, furono rilevati all'asta fallimentare dalla Eltel S.p.A., società costituita dall'IRI, che riprese successivamente le attività con il reintegro del personale della fallita azienda, e continuò la sola produzione di tubi a microonde per le comunicazioni, per uso militare e per i radar. Eltel fu rilevata e assorbita nel 1972 dalla SIT Siemens, che mantenne il controllo dello stabilimento fino al 1993, quando fu rilevato da Finmeccanica, e da questi dieci anni più tardi, nel 2003, dalla Galileo Avionica.
Il passaggio di proprietà dello stabilimento di Villagrazia fu oggetto di ricorso giudiziale da parte della Raytheon Company, che ne reclamava il possesso e aveva chiesto risarcimento al Governo italiano per la requisizione fatta nel 1968 dal Sindaco di Palermo. La controversia si concluse nel 1987 con il rigetto dell'istanza deciso dai giudici della Corte internazionale di giustizia de L'Aja, che ritennero infondate e insussistenti le ragioni fornite dal Gruppo statunitense, e non ravvisarono alcuna violazione da parte italiana del Trattato di amicizia, commercio e navigazione tra Italia e Stati Uniti del 1949.